# Anker köz
Az Anker köz Budapest egyik utcája az VI. kerületben, a Bajcsy-Zsilinszky út 1. és a Király utca 2. között.

## Története
Az utca másik elnevezése Anker udvar volt, mivel eredetileg az Anker élet- és járadékbiztosító Rt.-nek a Deák Ferenc téren 1910-ben felépült palotájának az üzletsora volt. Az Anker eredetileg egy üvegtetővel fedett átjárót akart építtetni milánói, nápolyi és római galériák mintájára, de Alpár Ignác, aki az épület tervezője volt, inkább nyitott utcát javasolt. Végül többszöri áttervezés után ez a megoldás épült meg.
Itt épült az úgynevezett Gyertyánffy-ház, amelynek homlokzatán az Anker-udvar név is olvasható volt. Ez a ház arról is nevezetes, hogy itt szedtek először Budapesten kapupénzt és itt tüntették fel először a kapualjban a lakók névsorát.
Az Anker köz híres lakója volt Hofi Géza.